# Jean de Dieu Pierre Antin d'Ars
 (mai 2025).
Jean de Dieu Pierre Antin d'Ars est un homme politique français né le 8 mars 1770 à Mugron (Landes) et mort le 22 novembre 1840 à Mugron.

## Biographie
De 1806 à 1809, il est conseiller général du département des Hautes-Pyrénées. 
Il est commissaire du roi à l'organisation du gouvernement dans les Landes, les Basses et Hautes-Pyrénées, nommé par le duc d'Angoulême en avril 1814, puis il est nommé préfet des Basses-Pyrénées en 1814.
Il est député des Landes de 1815 à 1816, siégeant dans la majorité de la Chambre introuvable.